# منتخب ليختنشتاين لكأس ديفيز
منتخب ليختنشتاين لكأس ديفيز (بالألمانية: Liechtensteinische Davis-Cup-Mannschaft)‏ هو ممثل ليختنشتاين الرسمي في كرة المضرب في كأس ديفيز
.